# Bunnyranch
Bunnyranch est un groupe de garage rock et rock indépendant portugais, originaire de Coimbra, Lisbonne, Santa Maria da Feira. Il fait partie de la nouvelle scène rock portugaise. Il est également présent dans de nombreux festivals d'été portugais.

## Biographie
Après la dissolution du groupe de psychobilly et garage rock Tédio Boys, son batteur Carlos Mendes (Kaló) forme les Bunnyranch à Coimbra avec trois autres musiciens en 2001. Leur première apparition s'effectue le 19 octobre 2001, en première partie de Tav Falco. Le nom du groupe s'inspire de celui de Moonlite BunnyRanch.
Influencés par différents styles, du blues au punk rock, beat et de la soul, en passant par le rock psychédélique, ils enregistrent leur premier EP en 2003, sorti sur le label Lux de Coimbra. Il s'ensuit de nombreux concerts, puis de leur premier album studio en 2005 après lequel ils tournent dans plusieurs pays européens, notamment au Festival Eurosonic de Groningue. 
Après l'arrivée de João Cardoso dans le groupe, ce dernier sort l'album Luna Dance en 2006, qui est également distribué au Canada et aux États-Unis. En 2007, le groupe joue au Super Bock Super Rock Festival, et effectue fait une tournée sur la côte Est américaine. Ils enregistrent de nouveaux morceaux aux Hed Studios de New York, pour deux EP contigus, qu'ils publient en 2008. Les morceaux du second EP sont enregistrées à leur retour aux studios portugais Serra Vista, et sont produits par Boz Boorer. En 2010, un nouveau guitariste, Augusto Cardoso, remplace André Ferrão, suivi d'un nouvel album.

## Membres

### Membres actuels
- Carlos Mendes (Kaló) - voix, batterie
- João Cardoso - orgue
- Pedro Calhau - basse
- Augusto Cardoso - guitare

### Ancien membre
- André Ferrão - guitare
- Filipe Costa - claviers

## Discographie
- 2002 : Too Flop too Boogie
- 2004 : Trying to Lose
- 2006 : Luna Dance
- 2008 : Teach Us Lord (EP)
- 2008 : How to Wait (EP)
- 2010 : If You Missed the Last Train…